# Schwarzer Engel
Schwarzer Engel es una banda de metal sinfónico originaria de Stuttgart, Alemania. Su nombre significa «ángel negro» en alemán. El nombre fue creado por el fundador, Dave Jason. Inspirado luego por un sueño en que un gran angél negro volaba por un campo de batalla abandonado acompañado por unos sonidos sombríos orquestales.[1]
Algunas de sus influencias musicales son: Rammstein, Dimmu Borgir, Cradle Of Filth, Amon Amarth y el "antiguo" Old Flames. 
Además de los géneros como Metal sinfónico, Metal Gótico y Neue Deutsche Härte , Dave dijo en una entrevista que describiría el estilo de música de la banda como un conjunto de los géneros Death Metal Melódico y Black Metal, Dark Metal, Gothic Metal, Dark Wave y Metal industrial. 

## Curiosidades
"Schwarzer Sonne"
El clip para la canción "Schwarze Sonne" fue filmado en la iglesia protestante de San Juan (Johanneskirche)) de Stuttgart, sobre el FeuerSee (Lago de fuego) 
"Königin der Nacht"
Como "Schwarze Sonne", el clip "Königin der Nacht" fue filmado en Stuttgart, pero filmado en dos localización,  cada uno de los cuales es un importante objeto conmemorativo de la ciudad.  
- Primera localización.

Cementerio Hoppenlufridhof
La primera parte del video "Königin der Nacht" fue filmada en Hoppenlufridhof, el cementerio más antiguo de Stuttgart, fundado en 1626. Originalmente pertenecía a un hospital administrado por Johann Kercher. Kercher, por cierto, fue el primero en ser enterrado allí, en 1628. 
En 1824 el cementerio se había expandido a 7.000 entierros. El nombre bajo el cual se conoce hoy el cementerio se le da en 1828. El último entierro tuvo lugar en 1880. Y en 1951 se llevó a cabo la última ceremonia funeraria de la urna. 
Un año después, en relación con la construcción Max-Kade-Hauses fue demolido parte más antigua del cementerio, la 'Organización Alemana para la conservación del patrimonio cultural "(Denkmalschutzamt) no tenía ninguna objeción.
La mayor parte del cementerio está ahora en estado de abandono, porque Las lápidas están hechas principalmente de arenisca, por lo que están fuertemente estratificadas. Desde junio de 2014 hasta 2020.Se planea restaurar 1674 lápidas.
- Segunda localización

Birkenkopf Hill (Español: Colina de cabezas de abedules)
La filmación de la segunda parte del clip «Königin der Nacht» se produjo en una colina Birkenkopf (en el mismo. Birkenkopf), que es el punto más alto de Stuttgart y está situado en el centro. Su punto superior se encuentra a una altitud de 511 m sobre el nivel del mar. Birkenkopf consiste en escombros y ruinas que quedaron después de la Segunda Guerra Mundial. Durante la Segunda Guerra Mundial, se hicieron 53 vuelos a Stuttgart, y como resultado, el 45% de la ciudad fue destruida, en particular, todo el centro de la ciudad. En general, las fuerzas de la Alianza arrojaron 142,000 bombas sobre Stuttgart en el período del 25 de agosto. 1940-19 de abril En 1945, la mayor parte de los ataques ocurrieron a mediados de 1943 y 1944. Como resultado del bombardeo, 4,590 civiles murieron y 39,125 edificios fueron destruidos.
Más tarde, de 1953 a 1957, 1,5 millones de metros cúbicos de piedra triturada se convirtieron en una colina de 40 metros de altura. Los restos de las fachadas de los edificios destruidos se ubicaron en la cima de la colina, en el mismo lugar en 1953 se instaló una enorme cruz de madera (en 2003 fue reemplazada por acero).

## Discografía

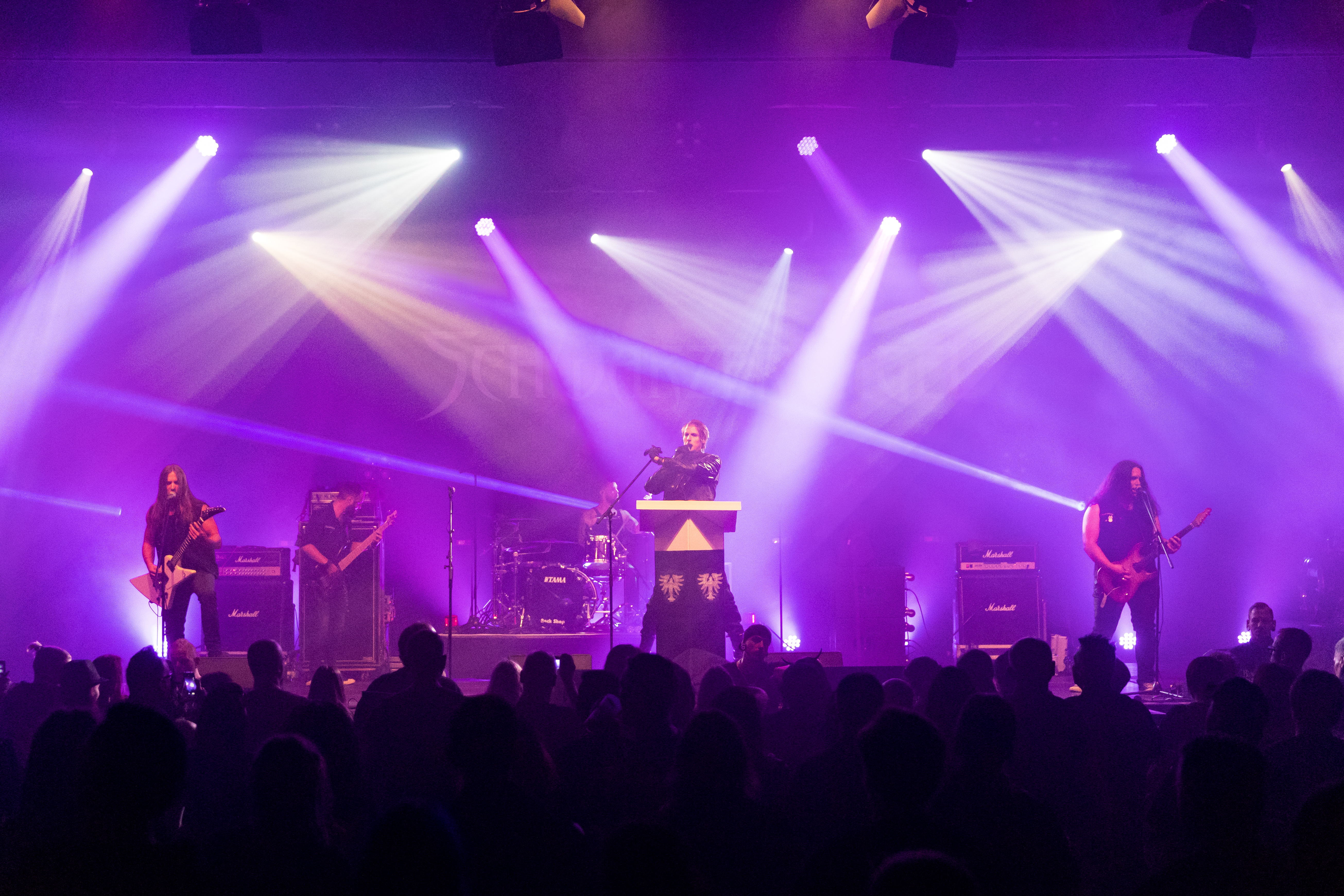
Schwarzer Engel en 2018.

### Álbumes de estudio
- Apokalypse — 2010 (Trisol Music Group)
- Träume einer Nacht — 2011 (Trisol Music Group)
- In brennenden Himmeln — 2013 (Massacre Records/Soulfood)
- Ïmperium I - Im Reich der Götter  — 2015 (Massacre Records)
- Ïmperium II - Titania - 2016 (Trisol Music Group)
- Kult der Krähe - 2018 (Massacre Records/Soulfood)

### EP
- Geister und Dämonen — 2010 (Trisol Music Group)
- Schwarze Sonne — 2013 (Massacre Records/Soulfood)
- Gott vs. Satan — 2015 (Massacre Records)
- Sinnflut — 2017 (Massacre Records)
- Kreuziget Mich — 2020 (Massacre Records)